# Españita
Españita è un comune dello stato di Tlaxcala, nel Messico centrale, il cui capoluogo è la omonima località.
La municipalità conta 8.399 abitanti (2010) e ha un'estensione di 140,18 km².
Il nome della città è il vezzeggiativo di Spagna.